# Maronne
Maronne – rzeka we Francji, przepływająca przez tereny departamentów Cantal i Corrèze, o długości 92,6 km. Stanowi dopływ rzeki Dordogne.